# Ігнатьєв Костянтин Гнатович
Костянтин Гнатович Ігнатьєв (1896 — ?) — український актор, режисер.

## Фільмографія
Знявся у кінокартинах:
- «Магнітна аномалія» (1923, голова завкому),
- «Лісовий звір» (1924, агент ревкому)
- «Радянське повітря» (1925, румунський солдат),
- «Укразія» (1925, князь Ахвледіані).

На Одеській кіностудії разом з О. Маслюковим поставив фільм «Народження героїні» (1932). Потім працював асистентом режисера.